# 安田勝一
安田 勝一（やすだ かついち、1944年 <昭和19年> 8月11日 - 2019年 <令和元年> 9月3日）は、日本の地方公務員。元愛知県建設部長。瑞宝小綬章受章。位階は従六位。

## 人物・経歴
1967年3月 北海道大学工学部土木工学科卒業。同年4月	愛知県庁採用、1993年 (平成5年) 4月 土木部道路建設課主幹、1997年4月 同道路建設課長、1999年4月 県道路公社工務部長、2000年4月 建設部道路監、2003年4月 同部技監、同年	11月　馬場直俊の後任として建設部長。日本国際博覧会開催に向けて中部国際空港の開業、名古屋市営地下鉄 藤が丘駅・愛知環状鉄道八草駅の整備などに取り組んだ。2005年3月 藤井則義を後任として愛知県を定年退職。
2019年9月 死去。

## 栄典
- 2015年 春の叙勲で地方行政事務功労により瑞宝小綬章を受章[5]
- 死没日付をもって従六位に叙された[2]